# Epidexipteryx
Epidexipteryx ("phô diễn lông vũ") là một chi khủng long Paraves nhỏ, được biết tới từ một mẫu vật hóa thạch tại Institute of Vertebrate Paleontology and Paleoanthropology ở Bắc Kinh. Epidexipteryx đại diện cho những ví dụ cổ nhất về khủng long lông vũ để trang trí. Mẫu vật điển hình có số hiệu IVPP V 15471. Nó là một khủng long maniraptora sống vào kỷ Jura tại tầng Daohugou ở Nội Mông, Trung Quốc (khoảng 160 hay 168 mya).